# Federació Rutul
La Federació Rutul (Rutul Magan) fou un clan al qual pertanyien tots els rutuls i molts lesguians. Rutul, el nom del clan, es va estendre al poble. El clan estava establert al modern Daguestan i zones de l'Azerbaidjan, però els rutuls d'aquest territori foren absorbits i avui dia gairebé no en queden.